# Behind the Player: Mike Inez
Behind the Player: Mike Inez – interaktywne DVD nauki gry na gitarze basowej, przedstawione przez basistę zespołu muzycznego Alice in Chains, Mike’a Ineza. Zostało wydane 1 listopada 2008 nakładem wytwórni IMV. Wydawnictwo jest zapisem serii znanego cyklu amerykańskiego dokumentu muzycznego Behind the Player, gdzie występują muzycy (gitarzyści, basiści i perkusiści), którzy udzielają lekcji oraz wskazówek gry na instrumentach.
Wytwórnia IMV przekazuje część kwoty od każdego sprzedanego egzemplarza DVD, wspierając tym samym akcję charytatywną Little Kids Rock, która pozwala na zakup instrumentów muzycznych dla upośledzonych dzieci.

## Opis
Behind the Player: Mike Inez jest interaktywnym zapisem DVD, w którym basista Alice in Chains, Mike Inez udziela lekcji gry na gitarze basowej. Muzyk szczegółowo omawia oraz pokazuje, jak zagrać partie basu do dwóch utworów z repertuaru amerykańskiej formacji – „A Little Bitter” i „Again”. Materiał zawiera także wypowiedzi Ineza na temat życia zawodowego, przedstawia relacje zza kulis, rzadką kolekcję zdjęć, wideo oraz inne materiały bonusowe. Wydawnictwo wyposażone jest również w materiał, w którym Inez i perkusista zespołu The Cult, John Tempesta jammują wspólnie dwa utwory z repertuaru grupy.

## Spis treści
Behind the Player:

Mike Inez opowiada m.in. o swoich inspiracjach i sprzęcie muzycznym. Zawiera także zdjęcia oraz materiały wideo.
- „Again” z repertuaru Alice in Chains
  - Lekcja: Inez pokazuje lekcję partii basowej oraz jak zagrać utwór
  - Jam: Inez jammuje utwór wraz z perkusistą The Cult
  - VideoTAB: Animowane tabulatury pokazują dokładnie, jak Inez gra utwór

- „A Little Bitter” z repertuaru Alice in Chains
  - Lekcja: Inez pokazuje lekcję partii basowej oraz jak zagrać utwór
  - Jam: Inez jammuje utwór wraz z perkusistą The Cult
  - VideoTAB: Animowane tabulatury pokazują dokładnie, jak Inez gra utwór

Materiał dodatkowy:
- Bonus Live Clip
- Little Kids Rock (wideo promocyjne)

## Personel
Opracowano na podstawie materiału źródłowego:

- Producent: Ken Mayer, Sean E. DeMott
- Reżyser: Leon Melas
- Producent wykonawczy: Rick Donaleshen
- Współproducent: John 5
- Zdjęcia: Ken Barrows
- Inżynier dźwięku: Matt Chidgey
- Montaż: Jeff Morose
- Miksowanie: Matt Chidgey oraz Cedrick Courtois
- Grafika: Thayer Demay

- Transkrypcja: Thayer Demay
- Operatorzy kamer: Brian Silva, Doug Cragoe, Mike Chateneuf
- Dyrektor techniczny: Tyler Bourns, Chris Golde
- Dyrektor sceniczny: John Parker
- Asystent reżysera: Matt Pick
- Oświetlenie: Mcnulty Nielson
- Key Grip: Jaletta Kalman
- Gość specjalny: John Tempesta
- Zdjęcie na okładce:  Stephanie Pick